# Schloss Altenburg (Bayern)

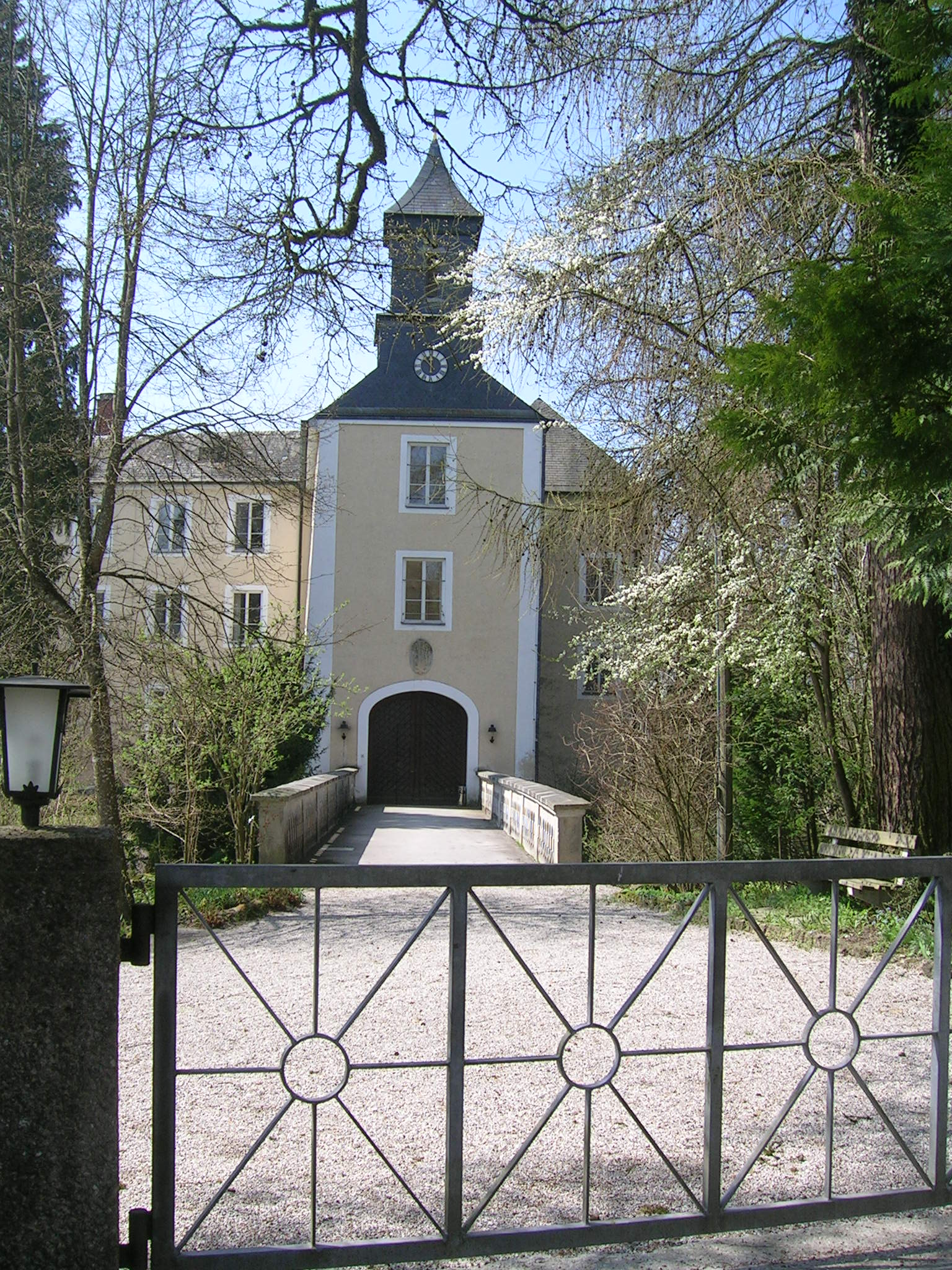
Eingang zu Schloss Altenburg

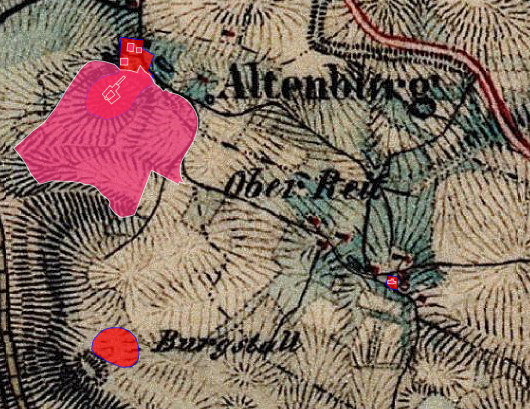
Lageplan von Schloss Altenburg (Bayern) auf dem Urkataster von Bayern

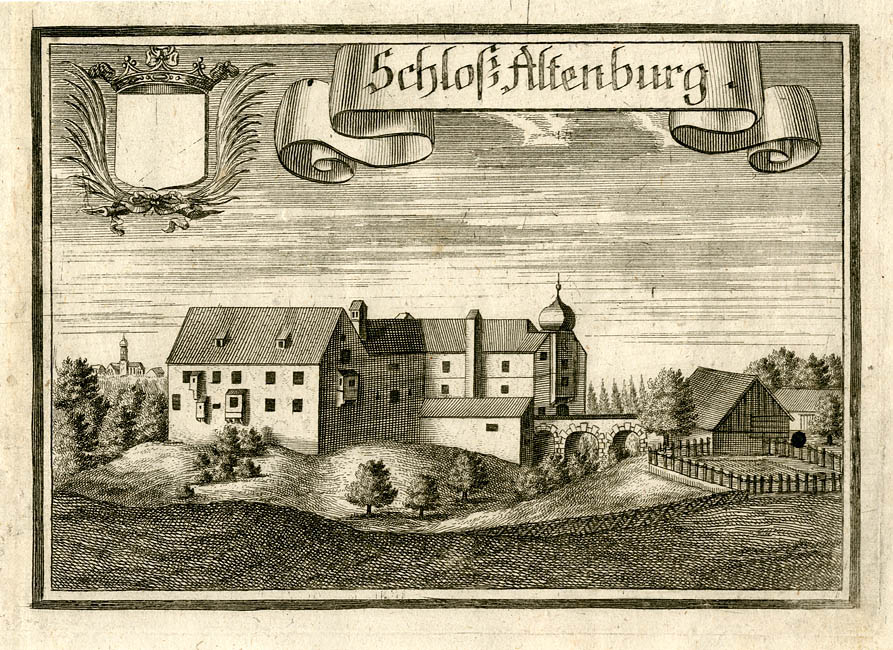
Schloss Altenburg im 18. Jahrhundert (Stich von Michael Wening)

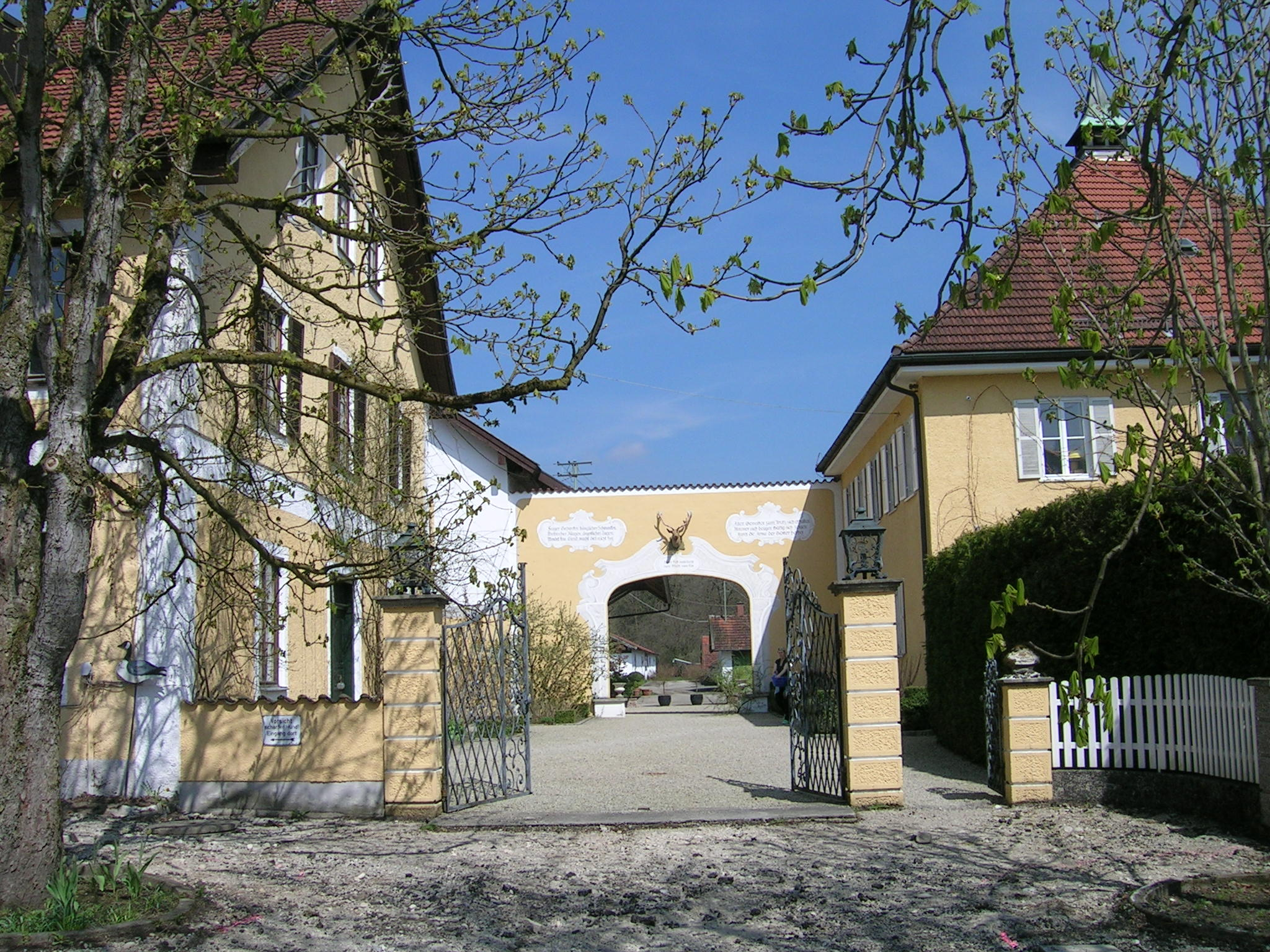
Gutshof Niederaltenburg

Schloss Altenburg ist ein Schloss am Hochufer der Mangfall im Gemeindeteil Altenburg der Gemeinde Feldkirchen-Westerham im Landkreis Rosenheim. Es liegt im Westen der Gemeinde südlich von Aschbach auf einer Höhe von 633 m ü. NN. Unterhalb des Schlosses im Tal der Mangfall liegt der früher zum Schloss gehörige Gutshof Niederaltenburg. Die Anlage ist unter der Aktennummer D-1-87-130-11 als Baudenkmal verzeichnet. „Untertägige mittelalterliche und frühneuzeitliche Befunde im Bereich von Schloss Altenburg und seiner Vorgängerbauten mit zugehörigem Wirtschaftshof“ werden zudem als Bodendenkmal unter der Aktennummer D-1-8036-0113 geführt.
500 m südlich liegt der mittelalterliche Burgstall Altenburg im Lehenholz auf einem Bergsporn über der Mangfall; dieser wird als Bodendenkmal unter der Aktennummer D-1-8036-0051 im Bayernatlas als „Burgstall des Mittelalters“ geführt.

## Geschichte
Bereits in römischer Zeit soll in Altenburg ein Wachturm gestanden haben. Um 750 wird der Ort in dem Güterverzeichnis der Fagana erwähnt.
Im Jahre 1050 wurde durch die Falkensteiner eine Burg errichtet, die durch den Wittelsbacher Herzog Otto II. von Bayern zerstört und geschleift wurde. Um 1258 erfolgte der Wiederaufbau einer größeren Burg durch die Herren von Schalchdorf. Im Jahre 1434 erwarb Graf Otto II. von Maxlrain die Altenburg und vergrößerte sie. 1560 erfolgte unter Herzog Albrecht von Bayern der Umbau der Altenburg in ihre jetzige Form. Im Dreißigjährigen Krieg trotzte die Burg als einzige Burg in Bayern den angreifenden Schweden.
Nach mehreren Besitzerwechseln gelangte Schloss Altenburg im Jahre 1879 von den Freiherren Friedrich zu Hofstetten in den Besitz des Grafen Georg Wilding von Königsbrück, Fürst von Radali, der es als Sommersitz nutzte. 1953 wurde es an einen evangelischen Missionsdienst verkauft und ein Schulbetrieb für Soziale Mädchenberufe aufgenommen. Nach 1992 bis zum Jahresende 2011 wurde es als Seminar- und Meditationszentrum, als Haus der Stille, genutzt. 2012 erwarb der Schönheitschirurg Werner Mang die Anlage. Sein Vorhaben eines Therapiezentrums für psychosomatische Erkrankungen realisierte er jedoch nicht, sondern veräußerte das Schloss Ende 2014 oder Anfang 2015 wieder. Ein anderer Arzt plant dort nun eine chirurgische Klinik.

## Baubeschreibung
Vierflügelanlage um einen Innenhof, dreigeschossige Baukörper mit Walmdächern, südwestlichem Mittelrisalit und nordöstlich vorgelagertem dreigeschossigem Torbau mit Dachreiter und Zeltdach, im Kern Mitte 16. Jahrhundert, Umbau im 18. Jahrhundert, 1879 Restaurierung und Umbau; mit Ausstattung; Verbindungsbrücke über den ehemaligen Wassergraben, 18. Jahrhundert; Parkanlage in Form eines Landschaftsgartens, in den anschließenden Wald übergehend, 2. Hälfte 19. Jahrhundert.